# Dragu-mi-i în sat să joc
Dragu-mi-i în sat să joc este un cântec popular interpretat de Lucreția Ciobanu.